# 一村一山
一村一山（いっそんいちやま）は、かつて東日本旅客鉄道（JR東日本）が上野駅 - 土合駅間を東北本線・高崎線・上越線経由で運行していた臨時快速列車である。この記事では後継列車である谷川もぐら・谷川ループ・谷川岳もぐら・谷川岳ループおよび同区間を走る山の日谷川岳号についても述べる。

## 概要
JR東日本が主催するウォーキングイベント「駅からハイキング」にタイアップした列車で、列車名はJR東日本高崎支社による上越線観光のキャッチフレーズ「一村一山上越線」に由来している。低頻度の運転ながら、使用車両である183系電車には専用のイラスト入りヘッドマークが用意されていた。

## 運行概況
「駅からハイキング」の開催日や上越線沿線でのイベント実施日に合わせ、毎年7月と9月に1日ずつ（ただし2004年運転分は7月に4日分、9月に2日分）、1往復設定されていた。
土合駅は構造上折り返すことが不可能なため、土合駅 - 石打駅間を回送運転していた。

### 停車駅
上野駅 - 赤羽駅 - 浦和駅 - 大宮駅 - 上尾駅 - 桶川駅 - 北本駅 - 鴻巣駅 - 熊谷駅 - 深谷駅 - 本庄駅 - 高崎駅 - 新前橋駅 - 渋川駅 - 沼田駅 - 水上駅 - 土合駅

## 使用車両
設定当初はJR東日本新前橋電車区（現：高崎車両センター）所属の165系で運転されていたが、2003年から2012年までは大宮総合車両センターに所属する183系（6両編成）が使用され、2013年から2014年まで新潟車両センターに所属していた485系電車が使用され、2015年は、大宮総合車両センター所属の185系電車200番台が使用された。

## 沿革
- 2001年（平成13年）8月25日 - 運行開始。運行区間は新宿駅 - 越後湯沢駅間で、使用車両は165系であった。
- 2003年（平成15年）7月26日 - 使用車両を183系に変更。
- 2005年（平成17年）7月23日 - 運行区間を上野駅 - 土合駅間に変更。新宿駅・池袋駅は経由しなくなり、浦和駅に停車するようになる。また後閑駅を通過するようになる。
- 2013年（平成25年）7月13日・9月14日 - 使用車両を485系（国鉄特急色編成）に変更。これによりグリーン車指定席が設定される[1]。
- 2015年（平成27年）7月11日・9月12日 - 使用車両を185系6両編成に変更。再びグリーン車の設定がなくなる[2]。

## 谷川もぐら・谷川ループ・谷川岳もぐら・谷川岳ループ
大宮駅 - 越後湯沢駅間を運転する臨時列車。2014年（平成26年）9月14日より運転を開始した。おもに6月から11月に運転する。運転開始時より全車指定席。当初は485系6両のリゾートやまどり編成による快速列車だったが、2022年（令和4年）10月臨時運転分よりE257系5両編成に置き換わり、特急列車化した。2023年（令和5年）6月から翌2024年（令和2年）7月までは185系6両編成が充当され、同年8月は運転が無く、9月以降はE257系5両編成が運用に入っている。
列車名は下りと上りで異なっており、土合・越後湯沢駅方面が「谷川もぐら」→「谷川岳もぐら」、上尾・大宮駅方面が「谷川ループ」→「谷川岳ループ」となっている。これは上越線水上駅 - 越後中里駅間で下り列車は地下深いトンネル、上り列車はループ線を行き交うことに由来する。
なお「もぐら」「ループ」を付す列車は水上駅 - 越後湯沢駅間で複数設定があったが 、2019年（平成31/令和元年）までに運転を終了している。

### 停車駅
快速列車時代
大宮駅 - 上尾駅 - 桶川駅 - 北本駅 - 鴻巣駅 - 熊谷駅 - 深谷駅 - 本庄駅 - 高崎駅 - 新前橋駅 - 渋川駅 - 沼田駅 - 水上駅 - 湯檜曽駅 - 土合駅 - 越後湯沢駅
特急列車化後
大宮駅 - 熊谷駅 - 高崎駅 - 湯檜曽駅 - 土合駅 - 越後湯沢駅

## 山の日谷川岳号
2016年の山の日制定に合わせて8月11日に運転する臨時快速列車。上野駅 - 土合駅間で運転する。185系6両編成で運転だったが2019年に651系4両編成に変更。全車普通車指定席。2019年を最後に運転を取りやめている。

### 停車駅
上野駅 - 赤羽駅 - 浦和駅 - 大宮駅 - 上尾駅 - 桶川駅 - 北本駅 - 鴻巣駅 - 熊谷駅 - 深谷駅 - 本庄駅 - 高崎駅 - 新前橋駅 - 渋川駅 - 沼田駅 - 水上駅 - 土合駅

## 沿革
- 2014年（平成26年）9月14日・21日 - 快速谷川もぐら・谷川ループとして熊谷駅 - 越後湯沢駅間で運転開始。485系6両編成リゾートやまどり編成使用[3]。
- 2015年（平成27年）9月20日・22日 - 快速谷川もぐら・谷川ループとして上尾駅 - 越後湯沢駅間で運転。485系6両編成リゾートやまどり編成使用[2]。上尾駅発着に延長。
- 2016年（平成28年）7月10日・8月26日・28日・9月10日・11日・18日 - 快速谷川もぐら・谷川ループとして上尾駅 - 越後湯沢駅間で運転。485系6両編成リゾートやまどり編成使用[7]。
- 2017年（平成29年）
  - 6月24日・25日 - 快速谷川もぐら・谷川ループとして上尾駅 - 越後湯沢駅間で運転。485系6両編成リゾートやまどり編成使用[6]。6月の運転開始。
  - 8月25日・9月17日 - 快速谷川もぐら・谷川ループとして上尾駅 - 越後湯沢駅間で運転。485系6両編成リゾートやまどり編成使用[8]。
- 2018年（平成30年）年
  - 6月23日・24日 - 快速谷川もぐら・谷川ループとして上尾駅 - 越後湯沢駅間で運転。485系6両編成リゾートやまどり編成使用[11]。
  - 7月7日・9月16日・23日 - 快速谷川もぐら・谷川ループとして上尾駅 - 越後湯沢駅間で運転。485系6両編成リゾートやまどり編成使用[9]。
- 2019年（令和元年）
  - 6月9日・23日 - 快速谷川もぐら・谷川ループとして上尾駅 - 越後湯沢駅間で運転。485系6両編成リゾートやまどり編成使用[12]
  - 9月15日・29日 - 快速谷川もぐら・谷川ループとして上尾駅 - 越後湯沢駅間で運転。485系6両編成リゾートやまどり編成使用[10]。
- 2021年（令和3年）
  - 6月6日・12日・20日 - 快速谷川岳もぐら・谷川岳ループとして大宮駅 - 越後湯沢駅間で運転。485系6両編成リゾートやまどり編成使用[13]。このシーズンより大宮駅発着に延長、列車名に「岳」を追加。
  - 10月2日・3日・11月13日・11月14日 - 快速谷川岳もぐら・谷川岳ループとして大宮駅 - 越後湯沢駅間で運転。485系6両編成リゾートやまどり編成使用[14]。10月・11月の運転を開始。
- 2022年（令和4年）
  - 6月11日・12日・18日・19日・25日・26日 - 快速谷川岳もぐら・谷川岳ループとして大宮駅 - 越後湯沢駅間で運転。485系6両編成リゾートやまどり編成使用[15]。
  - 7月2日・3日・9日・10日・9月18日・23日・25日 - 快速谷川岳もぐら・谷川岳ループとして大宮駅 - 越後湯沢駅間で運転。485系6両編成リゾートやまどり編成使用[16]。
  - 10月30日・11月3日・6日・13日 - 特急谷川岳もぐら・谷川岳ループとして大宮駅 - 越後湯沢駅間で運転。E257系5両編成使用[17]。使用車両変更に合わせ、列車種別を快速から特急に格上げ。
- 2023年（令和5年）
  - 6月3日・4日・17日・18日 - 特急谷川岳もぐら・谷川岳ループとして大宮駅 - 越後湯沢駅間で運転。185系6両編成使用[18]。
  - 7月8日・9日・9月16日・17日 - 特急谷川岳もぐら・谷川岳ループとして大宮駅 - 越後湯沢駅間で運転。185系6両編成使用[19]。
  - 10月28日・11月3日・4日・5日 - 特急谷川岳もぐら・谷川岳ループとして大宮駅 - 越後湯沢駅間で運転。185系6両編成使用[20]。